# Нова-Олимпия (Мату-Гросу)
Нова-Олимпия (порт. Nova Olímpia) — муниципалитет в Бразилии, входит в штат Мату-Гросу. Составная часть мезорегиона Юго-запад штата Мату-Гроссу. Входит в экономико-статистический микрорегион Тангара-да-Серра. Население составляет 19 562 человека на 2006 год. Занимает площадь 1567,669 км². Плотность населения — 12,5 чел./км².
Праздник города — 13 мая.

## История
Город основан 13 мая 1986 года.

## Статистика
- Валовой внутренний продукт на 2003 год составляет 160 465 386,00 реалов (данные: Бразильский институт географии и статистики).
- Валовой внутренний продукт на душу населения на 2003 год составляет 9386,14 реалов (данные: Бразильский институт географии и статистики).
- Индекс развития человеческого потенциала на 2000 год составляет 0,742 (данные: Программа развития ООН).